# Campobello Island
Campobello Island är en ö i Kanada.   Den ligger i countyt Charlotte County och provinsen New Brunswick, i den sydöstra delen av landet, 700 km öster om huvudstaden Ottawa. Arean är 40 kvadratkilometer.
Terrängen på Campobello Island är platt. Öns högsta punkt är 86 meter över havet. Den sträcker sig 13,8 kilometer i nord-sydlig riktning, och 7,2 kilometer i öst-västlig riktning.